# Ольборг Пайретс
«Ольборг Пайретс» (дан. SønderjyskE Ishockey) — данський хокейний клуб з міста Ольборг. Заснований у 1967 році. Виступає у чемпіонаті Суперлізі.

## Історичні назви
- 1967–1997 – СК Ольборг
- 1997–2003 – ХК Ольборг
- 2001–2003 – Ольборг Пантерс
- 2003–2012 – ХК Ольборг
- з 2012 – Ольборг Пайретс

## Історія
Команда є постійним учасником найвищого дивізіону Данії з 70-х років. У сезоні 1980–81 клуб з Ольборгу вперше стали чемпіоном Данії. 
У 1997 СК Ольборг об'єднався з іншої командою ІК Ольборг. Через фінансову нестабільність у 2003 році ліцензію передали клубу ХК Ольборг. Після сезону 2011–12 клуб припинив свою діяльність. У 2012 місцевий інвестор Магнус Келлер скупив більшу частину акцій, згодом ним була створена абсолютно нова команда.

## Досягнення
Суперліга
- (4): 1980/81, 2017/18, 2021/22, 2022/23
- (10): 1976, 1983, 1984, 1987, 1989, 2004, 2005, 2006, 2007, 2010